# Цэрэндэжидийн Гантумэр
Цэрэндэжиди́йн Га́нтумэр (монг. Цэрэндэжидийн Гантөмөр) (1936 — 15 марта 2016) — монгольский драматический артист. Народный артист МНР (1981).

## Биографии
Родился в 1936 в сомоне Хашаат Архангайского аймака. В 1959—1989 — артист Драматического театра в Улан-Баторе. Педагог, в течение многих лет профессор Открытого университета.
Заслуженный артист МНР (1966). Народный артист МНР (1981). Лауреат Государственной премии Монголии (1990).